# 김소현의 수상 및 후보 목록
다음은 대한민국의 배우 김소현의 수상 및 후보 목록이다.

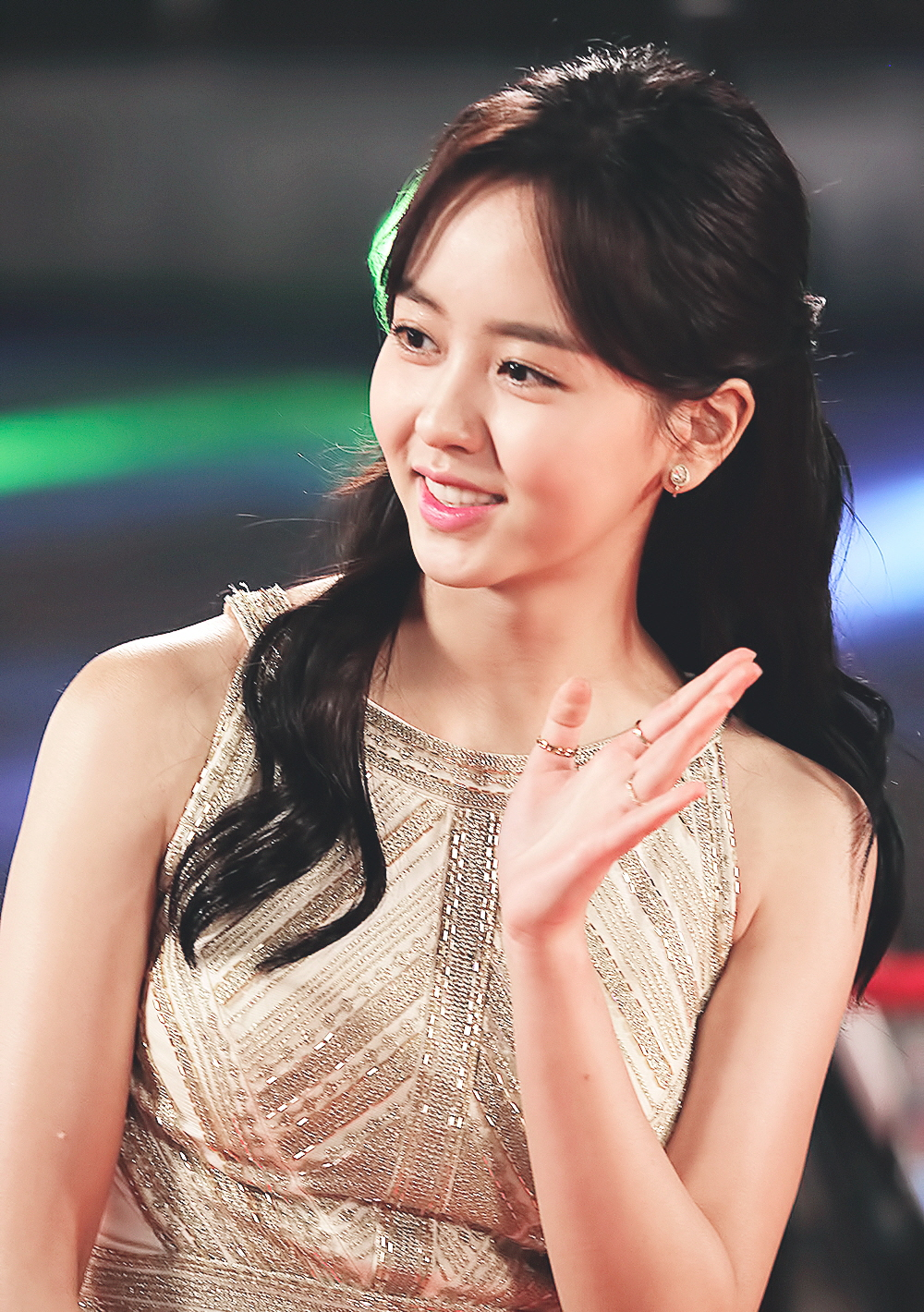
2016년 12월 31일 KBS 연기대상에서 김소현.

## 수상 및 후보
| 연도 | 시상식                                    | 부문                               | 작품                              | 결과 | 출처  |
| ---- | ----------------------------------------- | ---------------------------------- | --------------------------------- | ---- | ----- |
| 2008 | KBS 연기대상                              | 여자 청소년연기상                  | 전설의 고향 - 아가야 청산가자     | 후보 |       |
| 2012 | 제1회 에이판 스타 어워즈                  | 여자 청소년연기상                  | 해를 품은 달                      | 수상 | [ 1 ] |
| 2012 | MBC 연기대상                              | 여자 아역상                        | 해를 품은 달, 보고싶다            | 수상 |       |
| 2013 | 제13회 대한민국 청소년 영화제             | 아역 배우상                        | 해를 품은 달, 보고싶다            | 수상 |       |
| 2013 | 헤럴드동아TV 라이프스타일어워즈           | 올해의 스타일아이콘 루키상         | 빈칸                              | 수상 | [ 2 ] |
| 2013 | MBC 방송연예대상                          | 쇼/버라이어티 여자부문 신인상      | 쇼! 음악중심                      | 수상 |       |
| 2013 | SBS 연기대상                              | 뉴스타상                           | 너의 목소리가 들려, 수상한 가정부 | 수상 |       |
| 2014 | 제6회 피어선영상페스티벌                  | 최고의 여자 아역배우상             | 너의 목소리가 들려                | 후보 |       |
| 2014 | MBC 방송연예대상                          | 쇼/버라이어티 인기상               | 쇼! 음악중심                      | 수상 |       |
| 2014 | KBS 연기대상                              | 여자 연작·단막극상                 | KBS 드라마 스페셜 - 다르게 운다   | 수상 |       |
| 2015 | 제8회 코리아 드라마 어워즈                | 올해의 스타상                      | 후아유 - 학교 2015                | 수상 |       |
| 2015 | 제30회 코리아 베스트 드레서 백조상 시상식 | 라이징 스타상                      | 빈칸                              | 수상 |       |
| 2015 | KBS 연기대상                              | 여자 신인연기상                    | 후아유 - 학교 2015                | 수상 |       |
| 2015 | KBS 연기대상                              | 네티즌상 - 여자부문                | 후아유 - 학교 2015                | 수상 |       |
| 2015 | KBS 연기대상                              | 베스트 커플상 (with 육성재)        | 후아유 - 학교 2015                | 수상 |       |
| 2016 | 제52회 백상예술대상                       | TV부문 여자 인기상                 | 후아유 - 학교 2015                | 후보 |       |
| 2016 | 한국조명감독협회 영화영상기술어워즈       | 스탭들이 뽑은 스스로 빛나는 배우상 | 빈칸                              | 수상 |       |
| 2016 | KBS 연기대상                              | 여자 연작·단막극상                 | 페이지터너                        | 후보 |       |
| 2017 | MBC 연기대상                              | 여자 인기상                        | 군주 - 가면의 주인                | 수상 |       |
| 2017 | MBC 연기대상                              | 미니시리즈부문 여자 최우수연기상   | 군주 - 가면의 주인                | 후보 |       |
| 2018 | 제13회 숨피 어워즈                        | 베스트 커플상 (with 유승호)        | 군주 - 가면의 주인                | 후보 |       |
| 2018 | 제3회 아시아 아티스트 어워즈              | 배우부문 여자인기상                | 빈칸                              | 후보 |       |
| 2018 | MBC 방송연예대상                          | 뮤직·토크부문 여자 우수상          | 언더나인틴                        | 수상 |       |
| 2018 | KBS 연기대상                              | 베스트 커플상 (with 윤두준)        | 라디오 로맨스                     | 후보 |       |
| 2018 | KBS 연기대상                              | 네티즌상 - 여자부문                | 라디오 로맨스                     | 후보 |       |
| 2019 | KBS 연기대상                              | 베스트 커플상 (with 장동윤)        | 조선로코 - 녹두전                 | 수상 |       |
| 2019 | KBS 연기대상                              | 미니시리즈부문 여자 우수연기상     | 조선로코 - 녹두전                 | 수상 | [ 3 ] |
| 2019 | KBS 연기대상                              | 네티즌상 - 여자부문                | 조선로코 - 녹두전                 | 후보 | [ 3 ] |
| 2021 | 제57회 백상예술대상                       | TV부문 여자 최우수연기상           | 달이 뜨는 강                      | 후보 |       |
| 2021 | 제48회 한국방송대상                       | 여자 최우수 연기자상               | 달이 뜨는 강                      | 수상 |       |
| 2021 | 제48회 한국방송대상                       | 연기자 부문 인기상                 | 달이 뜨는 강                      | 수상 |       |
| 2021 | KBS 연기대상                              | 여자 인기상                        | 달이 뜨는 강                      | 수상 |       |
| 2021 | KBS 연기대상                              | 베스트 커플상 (with 나인우)        | 달이 뜨는 강                      | 수상 |       |
| 2021 | KBS 연기대상                              | 미니시리즈부문 여자 최우수상       | 달이 뜨는 강                      | 수상 |       |

## 같이 보기
김소현의 작품 목록